# Лучанки
Лучанки́ — село в Україні, у Словечанській сільській громаді Коростенського району Житомирської області. Населення становить 361 осіб. Село розташоване на берегах річки Словечна, за 45 км на північний захід від міста Овруч, за 25 км від автошляху Словечне — Овруч. Поблизу села проходить лінія Державного кордону України.

## Географія
У селі річка Рудниця впадає у Словечну, праву притоку Прип'яті.

## Історія села Лучанки

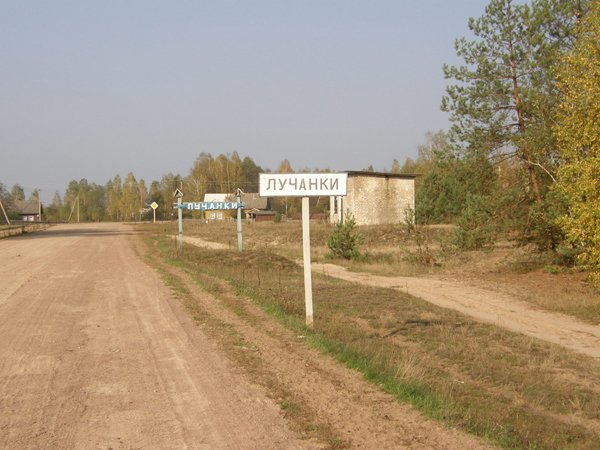
Лучанки. В′їзд у село

Історія села Лучанки нерозривно пов'язана з історією родів Левківських і Невмержицьких, а також з історією села Возничі. За уточненими даними, перша письмова згадка про село Лучанки відноситься до 18 січня 1620 року, як маєтку бортного панів Невмирицьких над річками Словечна і Рудниця під назвою Лядо Лучанки («Lado Lu[c]zayki»), початок колонізації якого Сідковичами Невмирицькими було покладено ще в 1581 році. В оголошенні панів Левківських від 18 грудня 1649 року ґрунти Невмержицькі названі такими, що межують з землями Левківських в районі Чорного Острова і річки Роговка. В «Положение позвов от их милостей панов Стецких по велебных их милостей Кнегининских и иных Року 1712 месяца марта 13 дня» пани Стецькі, а в «Положенье позову его милости пана Левковского по их милостей панов Невмирицких Року 1712 месяца июля 11 дня» пан Миколай Левковський судились серед інших і з «дідичем» села Лучанок — Стефаном Лученком Невмирицьким. А 29 травня 1723 року шляхтичі Андрій Гел'яшевич Левківський і Невмирицькі скаржилися в Київський гродський суд про присвоєння собі власником села Лучанок, дворянином Стефаном Лученком Невмирицьким земельних і лісових ділянок в маєтку Невмирицькому, що знаходиться в їх спільному володінні. Той же Стефан Лучанок Невмирицький з роду Сідковичів-Невмирицьких 28 травня 1728 року виступає стороною судового спору через Коронний Трибунал Люблінський. Згідно генерального опису церков (костьолів) Овруцького повіту від 1784 року, «в Лученках домов согласно исповеди 10, лиц способных к исповеди 32, неспособных 19. Способные все исповеданы в Пасхальную исповедь». Згідно візитації Левківської церкви від 12 жовтня 1821 року, підписаної ксьондзом Леоном Корчак Загоровським, у Лучанках було прихожан дворів 20.
До початку 1917 року село складалося з окремих поселень (наприклад: Регель, Старий млин, Гулиє, Белиє, Устима, тощо), які знаходилися навколо сучасної території села. У 1918 році більшовики встановили у селі радянську владу. У 1920 р. польські власті готують антирадянське повстання в селі Лучанки. Проте у цьому кривавому круговороті подій історія обрала більшовиків і віддала їм перемогу.
Після приходу більшовиків почалися також акції, які були направлені на знищення Української Церкви. Не оминуло це і село Лучанки. Проте використання церков для клубів не давало того результату, на який розраховувала влада. Старі люди не дозволяли своїм дітям і внукам ходити на танці та атеїстичні лекції в споруду, яка для них і їх предків була святим місцем, де вони молилися, а не розважалися і богохульствували.
Ставлення до клубів, які були влаштовані в церквах або збудовані із матеріалу сакральних споруд, було негативне. Про це свідчили очевидці цього перетворення. Так, жителька с. Лучанки Федора Лукашівна Невмержицька (1901 р.н.) вказувала, що "«її батьки не дозволяли дітям ходити до цього клубу. Вона тепер бореться з владою за те, щоб голова колгоспу розібрав клуб і повернув дерево старої церкви на будівництво нової»…
Поступово розпочався процес насильницької колективізації. Було створено колгосп ім. Жовтневої революції (1646 га сільськогосподарських угідь), куди за допомогою примусу, страху і обману залучалися місцеві жителі. Тим часом в Радянському Союзі постало питання про долю заможних селян, так званих «куркулів». 23 січня 1930 р. ЦК КП(б)У прийняв постанову «Про заходи проти куркульства»: вимагалося до 15 березня провести в Україні кампанію розкуркулення.
В 30-х рр. в селі розпочалася хвиля репресій. Були заарештовані десятки жителів села, деякі були відразу ж розстріляні, інші були заслані на каторжні роботи до Сибіру та на Північ, де і загинули. Заарештовувалися навіть ті, хто не хотів йти до колгоспу. За даними сільради в часи голодомору 1932—1933 рр. загинуло 25 осіб, імена яких на сьогодні частково встановлено. Мартиролог укладений на підставі довідки Лучанківської сільради: Невмержицька Надія Петрівна (Белих), Невмержицька Олена Петрівна (Белих), Невмержицька Параска, Невмержицька Текля Василівна, Невмержицька Текля Степанівна (Гальовська), Невмержицька Тофіля Максимівна, Невмержицька Уляна, Невмержицька Федора Максимівна, Невмержицький Василь Іванович (Галій), Невмержицький Григорій Олексійович, Невмержицький Григорій Пилипович, Невмержицький Максим Іванович (Булавелі), Невмержицький Микола Григорович, Невмержицький Микола Григорович (Лексійов), Невмержицький Микола Михайлович, Невмержицький Пальмір (Дешовка), Невмержицький Пилип.
28 червня 1941 року село вперше зазнало бомбардувань з повітря. Наприкінці липня 1941 року в Лучанки вдерлися німецькі загарбники. В перший день були розстріляні 10 жителів єврейської національності. Згодом почали вбивати інших жителів, зокрема дітей та жінок. В селі нацисти призначили свого старосту, а в центрі села вивісили оголошення: «За непокору німецькій владі — смерть!» Декілька разів німці палили село. Водночас в Лучанках відбувався потужний партизанський рух. 1942 року підпільники під командуванням Т. Л. Гришана відбили село та вивісили радянський червоний прапор. Проте вже восени того ж року партизани потрапили в засідку біля села Середня Рудня, загинув і командир Т. Л. Гришан.
25 грудня 1942 року партизанські загони О. М. Сабурова увійшли в село Лучанки. Одразу ж кілька десятків селян приєдналися до сабуровців. Точилися безперервні бої до повного звільнення села.

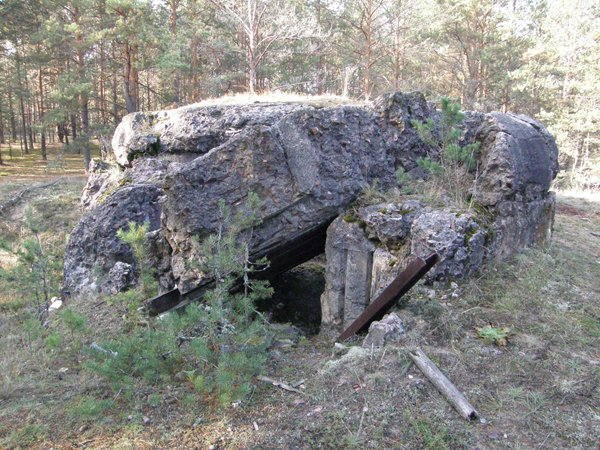
Дот на околицях села Лучанки

Загалом під час Німецько-радянської війни 120 лучанківців воювало у партизанських загонах О. М. Сабурова. 200 чоловік нагороджено орденами й медалями. Через Лучанки та інші села проходила так звана «лінія Сталіна» — система вузлових оборонних залізобетонних споруд (ДОТів). Чимало ДОТів на околицях села зберіглося до наших днів, проте у напівзруйнованому стані.
В Лучанках на честь загиблих воїнів-односельців було встановлено обеліск Слави. Цей пам'ятник являє собою трилістну стелу, виконану в вигляді трьох. На лицевій площині найбільшого трикутника горельєфом в 1/4 виліплені на повний зріст постаті в фас селянської сім'ї. Майданчик навколо пам'ятника заасфальтований. Кількість похованих становить 108 осіб.
Колишній орган місцевого самоврядування - Лучанківська сільська рада.

## Освіта та культура
Станом на початок XX  століття в Лучанках завдяки наполегливості декількох знатних жителів запрошується на роботу вчитель. Навчання проводиться за значні кошти в приватних будинках і тільки для заможних жителів. Згодом в селі відкривається церковно-приходська школа на 3 класи. Учні цієї школи — діти багатіїв.
У 1924 році в селі було відкрито хату-читальню, у якій працював лікнеп. У цьому ж році сільську трьохкласну церковно-приходську школу перетворено в трудову, у якій уже в 1927 році навчалося 44 учні.
У 1930-31 роках у селі переобладнувались усуспільнені куркульські будинки і передавались школі під класні кімнати.
Постановою «Про загальне обов'язкове початкове навчання» з 1930—1931 навчального року запроваджено загальне обов'язкове початкове навчання дітей 8-11 років.
Середню школу в селі було відкрито у 1939 році, але через початок війни жодного випуску не відбулося. У роки війни майно школи було розграбоване, а приміщення школи спалено. Діти навчались в єдино уцілілій приватній хаті.
У 1945 році силами жителів села було побудовано невелике трьохкімнатне приміщення сільської семирічної школи, а в 1958 році розпочато і в 1961 році завершено будівництво трьох дерев'яних корпусів середньої школи та приміщення пришкільного інтернату.
У 1958 році у селі Лучанки семирічну школу реорганізовано у середню. Перший випуск середньої школи відбувся у 1960 році. Атестати про середню освіту отримали перші 23 випускники школи.
У 1997 році в селі введено в експлуатацію нове двохповерхове типове приміщення школи на 162 учні, з добре обладнаними навчальними кабінетами та лабораторіями, спортивним залом і стадіоном.
У 2010 році школа відсвяткувала 110 річницю.
За весь час існування школи по 2005 рік атестати про середню освіту в школі отримали 1217 випускників, з них 64 — нагороджені золотими і срібними медалями.
З 16.12.2021 змінилась назва на Лучанківський ліцей Словечанської сільської ради.
В селі розташований будинок культури та Лучанківська сільська бібліотека з книжковим фондом — близько 5 тисяч томів.

## Відомі люди
- Левківський Віктор Сергійович (1965—2015) — капітан (посмертно) Збройних сил України, учасник російсько-української війни
- Невмержицька Ольга Кузьмівна (16/03/1940 - 24/10/2020 ) - заслужена вчителька України, поет, автор поетичної збірки "Для душі моєї притулок"
- Невмержицький Віталій Ілліч (23/05/1996 - 10/07/2023 ) - військовослужбовець, механік-водій. Загинув в районі н.п. Роботине Пологівського району Запорізької області під час виконання бойових завдань захищаючи Батьківщину.
- Маткаримов Роман Атаназарович (24.05.1997 - 10.06.2025) - військовослужбовець, загинув у бою під час виконання бойового завдання поблизу населеного пункту Одрадне Донецької області.